# Walter Chrysler
Walter Percy Chrysler (Wamego, 2 aprile 1875 – Kings Point, 18 agosto 1940) è stato un imprenditore statunitense, fondatore della Chrysler Corporation.

## Biografia
Terzo figlio di Anna Maria Breymann ed Henry Chrysler, crebbe a Ellis, in Kansas, dove il padre lavorava nelle officine di riparazione della Union Pacific Railroad. La famiglia era di origini tedesche.

### Lavoro nelle ferrovie
In opposizione ai desideri paterni, iniziò egli stesso a lavorare come macchinista ferroviario, quindi come meccanico ferroviario, dimostrando una notevole attitudine alla meccanica. Ambizioso e di indole irrequieta, si spostò più volte, operando per diverse compagnie ferroviarie e costruendosi una reputazione di buon meccanico, esperto nella regolazione delle valvole dei motori a vapore. Il 7 giugno 1901 sposò Della Forker, che gli diede il primo figlio, Thelma Irene, nel febbraio 1902. Intanto la sua carriera procedeva e si ritrovò presto investito di ruoli di responsabilità. Lavorò per la Chicago Great Western a Oelwein, Iowa, dove esiste un piccolo parco a lui dedicato. Nel dicembre 1907 ne divenne il soprintendente generale alla manutenzione delle locomotive più giovane di sempre, a capo di circa 1000 operai e tecnici. L'anno successivo comprò la sua prima automobile all'ottava esposizione automobilistica di Chicago. Prima ancora di imparare a guidarla, l'aveva già smontata e rimontata diverse volte.
Raggiunse l'apice della sua carriera nelle ferrovie a Pittsburgh, in Pennsylvania, dove divenne direttore degli stabilimenti della American Locomotive Company (ALCO).

### Passaggio alla Buick
Nella primavera del 1911 James J. Storrow, che era stato direttore alla ALCO, presentò Chrysler a Charles Williams Nash, presidente e direttore generale della Buick. Chrysler accettò una drastica diminuzione dello stipendio (da 12.000 a 6.000 dollari l'anno) pur di lavorare nell'industria automobilistica e dirigere gli stabilimenti Buick a Flint.
Qui operò in modo brillante, diminuendo i costi ed aumentando la resa delle linee di produzione con ottimizzazioni e innovazioni continue. Chrysler affermò che si era pagato l'intero stipendio annuale con i risparmi che aveva garantito alla Buick nella sua prima settimana di lavoro. Dopo tre anni però riceveva lo stesso stipendio iniziale. Si presentò quindi a Nash, noto per la sua avarizia, chiedendo un aumento a 25.000 dollari. Lo ricevette solo dopo una riunione a tre con Storrow, al quale disse che l'anno successivo ne avrebbe chiesti 50.000.

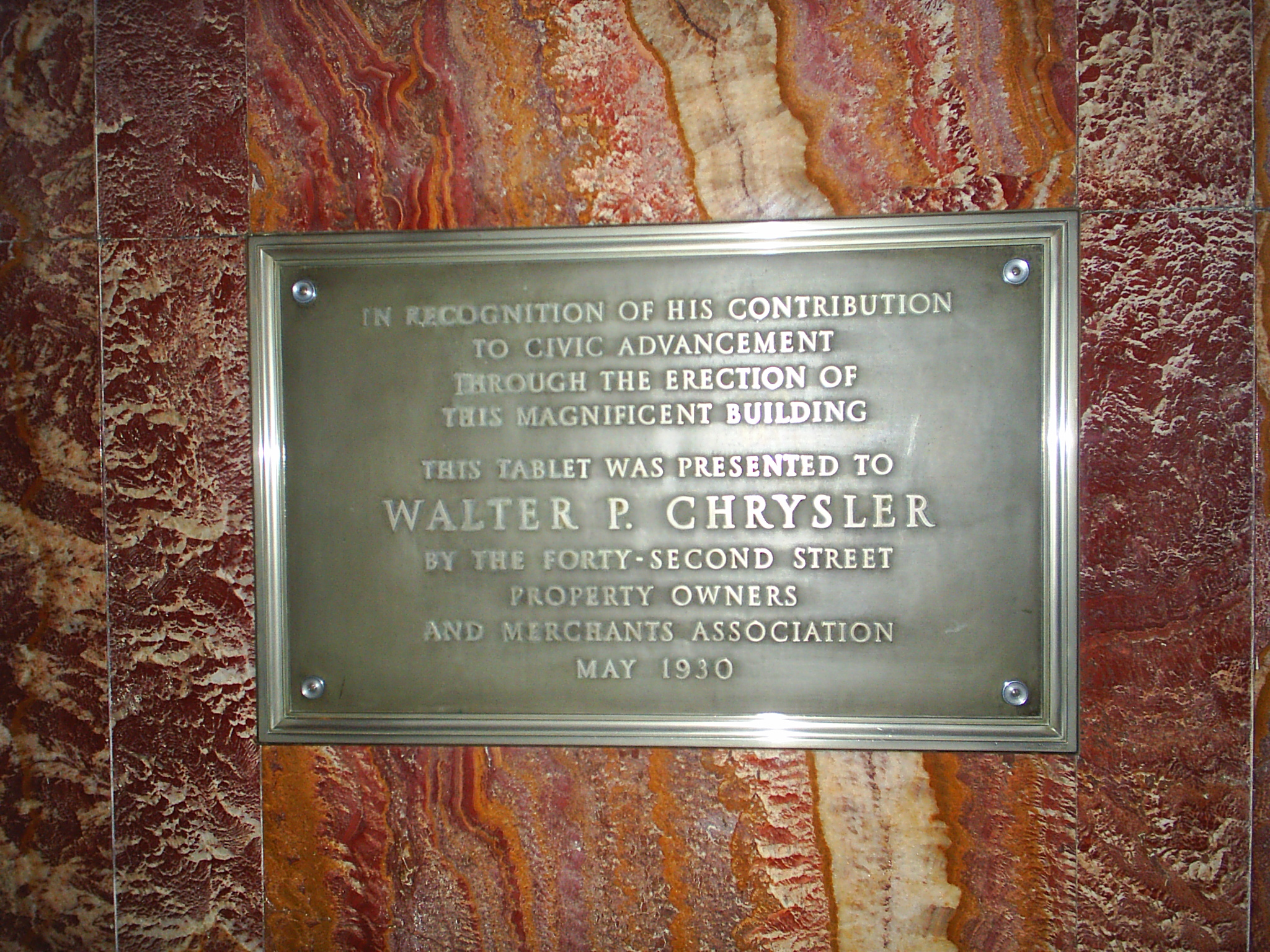
Questa targa è posta nella hall del Chrysler Building

In realtà la Buick prima della crisi da cui Nash e Chrysler la risollevarono produceva già una quantità di automobili pari a quella che sarebbe stata raggiunta nuovamente solo 4 anni dopo, nel 1914, ma a un costo unitario molto maggiore. Inoltre le innovazioni introdotte permisero la rapida crescita produttiva degli anni successivi.
La produzione automobilistica di massa di quegli anni si basava su un numero ristrettissimo di modelli (la Ford produceva solo il modello T, seppur in 5 varianti, mentre la Buick produceva 3 modelli in due varianti, roadster e touring) e gran parte degli elementi distintivi delle varianti venivano introdotti solo nelle fasi finali della produzione, consistendo di minuterie. Fu perciò un grande cambiamento l'introduzione del motore a 6 cilindri nel 1914. Nel 1919 ormai tutti i modelli Buick erano dotati di motore a 6 cilindri.
Nel 1916, William C. Durant, che aveva fondato la General Motors nel 1908, riacquisì la GM dalle banche che l'avevano acquistata precedentemente. Chrysler, che fu stretto dalle banche creditrici, rassegnò le dimissioni a Durant, all'epoca a New York City.
Durant prese il primo treno per Flint nel tentativo di tenere Chrysler alla Buick. Durant fece l'offerta di 10.000$ mensili per tre anni, con 500.000$ di bonus alla fine di ciascun anno, o 500.000$ in stock. Chrysler avrebbe riportato direttamente a Durant, e non avrebbe avuto interferenze alcuna nella direzione della Buick.
Chrysler, incredulo, chiese a Durant di ripetere l'offerta, appena detta. Chrysler accettò immediatamente.
Chrysler condusse la Buick con successo per gli anni successivi. Appena scaduto il contratto si dimise come presidente Buick nel 1919. Non condivideva la visione di Durant per il futuro della General Motors. Durant pagò Chrysler 10 milioni di dollari per le azioni GM. Chrysler iniziò a lavorare alla Buick nel 1911 per 6.000$ all'anno e la lasciò da uno degli uomini più ricchi degli Stati Uniti.
Chrysler fu incaricato dalle banche di una ristrutturazione della Willys-Overland Motor Company a Toledo (Ohio). Chiese ed ottenne un salario di un milione di dollari all'anno per due anni, una cifra esorbitante per l'epoca. Quando Chrysler lasciò la Willys nel 1921 dopo l'infruttuoso tentativo di prelevarne il controllo da John Willys, acquisì la Maxwell Motor Company. Chrysler liquidò Maxwell e assorbì l'azienda nella neonata Chrysler Corporation nel 1925. Nel gruppo entrarono anche la Plymouth e la DeSoto. Nel 1928 Chrysler comprò la Dodge. Lo stesso anno finanziò la costruzione del Chrysler Building a New York, completato nel 1930. Chrysler fu nominato dal Time Magazine, Man of the Year per l'anno 1928.

## Ultimi anni

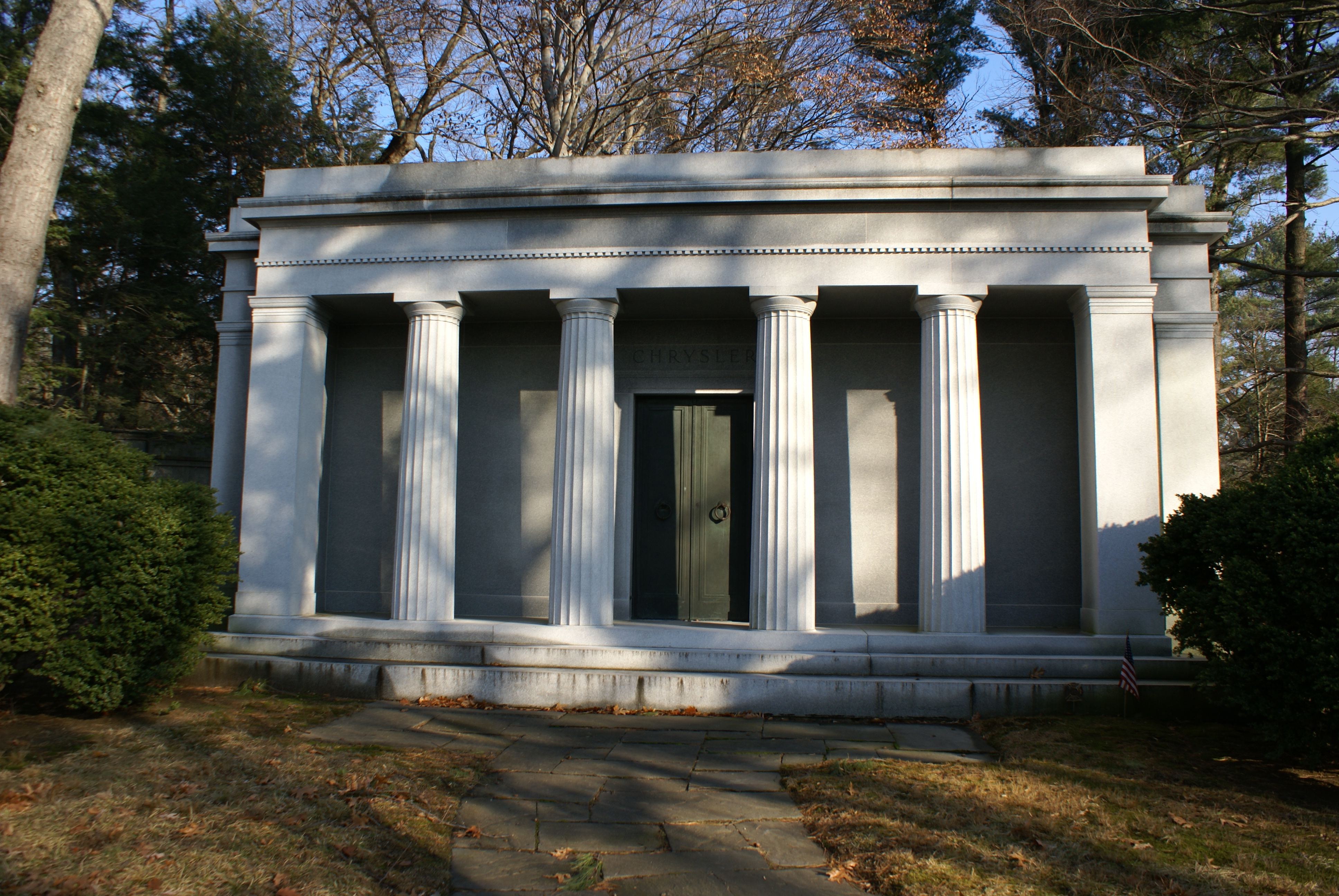
Il mausoleo di Walter Chrysler nel cimitero di Sleepy Hollow

Nel 1923, Chrysler acquistò 12 acri di terreno a Kings Point, Long Island da Henri Willis Bendel e la chiamò Forker House. Nel dicembre del 1941, la proprietà fu venduta al Governo americano per la Marina Mercantile e divenne parte della United States Merchant Marine Academy. Costruì un country estate a Warrenton, Virginia. Nel 1934, comprò il resort della Fauquier White Sulphur Springs Company a Warrenton. Venduto nel 1953, divenne un country club.
Walter P. Chrysler, Jr. creò la North Wales Stud per l'allevamento di cavalli Thoroughbred. Chrysler Jr. fece parte dell'organizzazione che includeva Alfred Gwynne Vanderbilt II che nel 1940 acquistò il vincitore dell'edizione del 1935 della English Triple Crown, Bahram ceduto da Aga Khan III. Nel 1936 Chrysler lasciò la guida dell'azienda ad altri, e si ritirò a vita privata. Subì un infarto nel 1938 e morì nel 1940 a Forker House. Fu tumulato allo Sleepy Hollow Cemetery a Sleepy Hollow.

## Antenati
Il padre di Walter Chrysler, Henry (Hank) Chrysler, fu un Canadian-American con antenati tedeschi e olandesi. Fu un veterano della Guerra civile americana come ingegnere ferroviario per la Kansas Pacific Railway e la Union Pacific Railroad. La madre era di Rocheport nel Missouri e anch'essa di origini germaniche. Walter Chrysler non fu particolarmente interessato ai suoi avi; Boyden Sparkes riporta che "ebbe un olandese dal mare come avo; un certo capitano Jan Gerritsen Van Dalsen", ma scrisse anche "Walter Chrysler mi disse anche che la pensava come Jimmy Durante: Antenati? Ho milioni di antenati!" Scrisse nella sua autobiografia che nell'albero genealogico, suo padre Hank Chrysler, "Canadese, lasciò Chatham in Ontario verso Kansas City quando ebbe cinque o sei anni. L'origine della famiglia a Chatham risale a dei tedeschi; otto generazioni prima venne in America la famiglia Greisler del Palatinato in Germania. Furono dei protestanti che lasciarono la Valle del Reno per l'Olanda, poi in Inghilterra da Plymouth verso New York."
Altre ricerche dettagliate di Karin Holl tracciano l'albero genealogico fino a Johann Philipp Kreissler, nato nel 1672, che lasciò la Germania per l'America nel 1709. La famiglia Chrysler proviene dalla città di Guntersblum in Renania-Palatinato.